# Fernand Prudhomme
Pour les articles homonymes, voir Prudhomme.
Fernand Prudhomme, né le 3 juillet 1916 dans le 13e arrondissement de Paris et mort le 29 avril 1993 à Antony, est un ancien joueur français de basket-ball.

## Palmarès
- 3e du championnat d'Europe 1937